# Ванкувер (Новая Зеландия)
Ванкувер (англ. Mount Vancouver) — гора в новозеландских Южных Альпах, находится в западной части Южного острова недалеко от побережья. Расположена между вершинами Кука и Тасмана.
Официальное наименование получила в ноябре 1953 г. в честь английского мореплавателя Джорджа Ванкувера.